# Veče

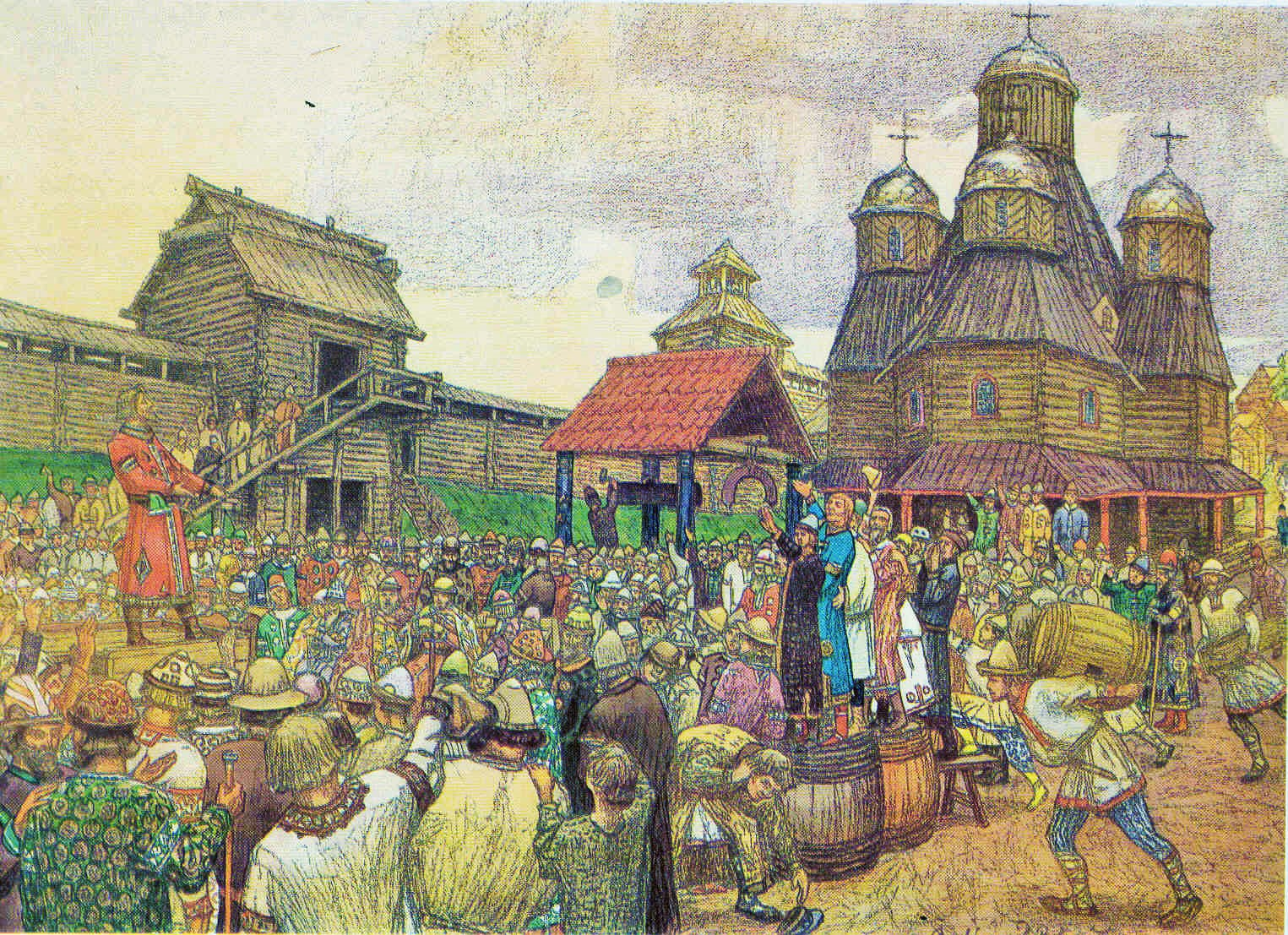
La veče di Pskov, di Viktor Vasnecov.

La veče (in antico russo вѣче; in russo moderno вече, /ˈvʲeːtʃʲə/; in polacco wiec, /ˈvʲɛʦ/; in ucraino віче, /ˈvʲiːʈʂe/) era un'assemblea popolare tipica dei Paesi slavi del medioevo, spesso ritenuta un embrione di parlamento. La parola deriva da una radice protoslava *vēt- che significa "consiglio" o "discussione" (rappresentata anche nella parola "soviet"). La derivazione semantica che rende il significato della parola è simile a quella di parlamento.

## Rus' di Kiev
Si ritiene che la veče degli slavi orientale abbia avuto origine dalle assemblee tribali dell'Europa orientale, che in quel tempo depredavano periodicamente la Rus' di Kiev. Non è altresì chiaro se fu uno sviluppo puramente slavo, o si basò sul modello del Thing variago. Pare che l'autorità della veče sia stata più forte nelle città settentrionali.
Le prime recensioni di veče nelle cronache russe si riferiscono agli esempi di Belgorod nel 997, di Velikij Novgorod nel 1016 e di Kiev nel 1068. Queste assemblee discutevano questioni di pace e di guerra, adottavano leggi e chiamavano ed espellevano dei cosiddetti "principi governatori". A Kiev la veče veniva convocata di fronte alla cattedrale di Santa Sofia.

## La Veče di Novgorod e la Repubblica di Pskov

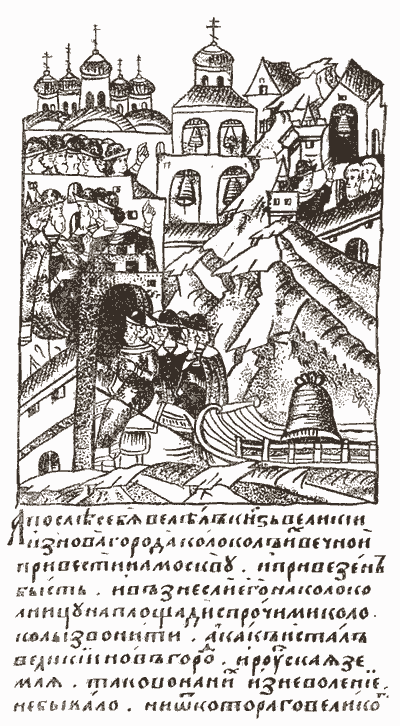
Rimozione della campana della veče da Novgorod verso Mosca nel 1478.

Secondo gli studi tradizionali, la veče era la più alta autorità legislativa e giudiziaria della Repubblica di Novgorod fino al 1478, quando la città venne conquistata dal principe Ivan III (1462-1505). Nella "sorella minore" Pskov, la veče rimase ebbe il potere fino al 1510, quando la città venne sopraffatta dal principe Basilio III (1505-1533).
Gli studi tradizionali affermano che una serie di riforme nel 1410 trasformarono la veče in qualcosa simile all'assemblea pubblica di Venezia; divenne come la camera dei deputati del parlamento. Venne creato inoltre un consiglio dei signori (sovet gospod) su modello di un senato, a cui accedevano tutti gli ex-magistrati della città (posadnik e tysjackij). Alcune fonti indicano che l'appartenenza al veče probabilmente divenne a vita, e che i membri venissero chiamati quindi večnik. Alcuni studiosi hanno preso in considerazione questa ipotesi.
L'assemblea di Novgorod poteva presumibilmente essere chiamata a raccolta da chiunque suonasse la campana della veče, anche se, molto probabilmente, la procedura era molto più complessa. L'intera popolazione maschile della città, boiari, mercanti e comuni cittadini, riuniti alla corte di Jaroslavl' o davanti alla Cattedrale di Santa Sofia (quest'ultima chiamata Vladyčnoe veče, "veče dell'Arcivescovo"). La campana della veče era un simbolo della sovranità repubblicana e dell'indipendenza e perciò Ivan III la fece trasportare a Mosca quando prese il controllo della città, per dimostrare il cambiamento di politica.
Si potevano inoltre tenere assemblee separate nei quartieri periferici (koncy) di Novgorod. A Pskov la veče si riuniva nella piazza della Cattedrale della Trinità o nel refettorio del rappresentante dell'Arcivescovo di Novgorod.

## Jugoslavia
In Jugoslavia questa parola veniva usata per indicare le camere del parlamento jugoslavo, veće/веће (pr. /ˈveːʨe/).